# Artūrs Kurucs
Artūrs Kurucs (Cēsis, 19 de enero de 2000) es un jugador de baloncesto letón que actualmente juega en el Río Breogán de la Liga Endesa. Con 1,93 metros de estatura, su puesto natural en la cancha es el de escolta. Es hermano del también baloncestista Rodions Kurucs.

## Carrera
Es un jugador formado en la cantera del VEF Riga. Considerado una promesa europea, abandonaría su país para acompañar a su hermano en España, Rodions Kurucs que llega al FC Barcelona.
En 2015, Kurucs fue el máximo anotador y líder en asistencias del combinado letón en el campeonato de Europa Sub-16 celebrado en Kaunas, con 12.6 puntos, 4.8 rebotes y 3.1 asistencias en 29.5 minutos por encuentro.
En agosto de 2015 fue fichado por el Saski Baskonia que se hizo con los servicios del joven letón de 15 años, firmando un acuerdo para las próximas ocho temporadas. La temporada 2015-16 y 2016-17, formaría parte del filial, el Fundación 5+11.
En agosto de 2019 es cedido al equipo letón del VEF Riga por una temporada, con el que se proclama campeón de la liga letona siendo elegido en el mejor quinteto de la liga.
Tras acabar la liga en Letonia, regresa a España para jugar la fase final de la liga ACB con el Baskonia, proclamándose también campeón de liga.
El 2 de agosto de 2023, tras rescindir su contrato con el conjunto baskonista, firma por el Promitheas Patras B.C.  de la A1 Ethniki, en el que promedia 6.7 puntos y 1.5 rebotes en liga doméstica y un 41.2% desde la línea exterior en la Basketball Champions League.
El 4 de diciembre de 2023, firma por el UCAM Murcia CB de la Liga Endesa, para jugar junto a su hermano Rodions, firmando un contrato hasta junio de 2025.
El 16 de enero de 2025, se anuncia su fichaje por el Club Baloncesto Breogán de la Liga Endesa.

### Selección nacional
En 2016, participa en el Jordan Brand Classic Camp de Zagreb y disputa el partido internacional del Jordan Brand Classic. Este mismo año, participa en el campeonato de Europa Sub-16 celebrado en Polonia, con 10,9 puntos, 3,6 rebotes y 2,6 asistencias y en el campeonato de Europa Sub-18 celebrado en Turquía, con una participación de 19,7 minutos por partido, con 6,2 puntos.
En agosto de 2017 participa en el Basketball Without Borders Europa en Netanya Israel, consiguiendo invitación para Basketball Without Borders Global a celebrar en febrero de 2018 en California Estados Unidos. 
En 2018, participa en el Campeonato Europeo de Baloncesto Masculino Sub-18 de 2018 en Letonia, con una participación de 26,2 minutos por partido, 13,3 puntos y 4,3 asistencias por partido, consiguiendo la medalla de plata y la participación para el mundial de 2019. 
En 2019, participa en el Campeonato Mundial de Baloncesto Sub-19 celebrado en Grecia, con una participación de 27,8 minutos por partido, 15,6 puntos, 4,1 asistencias y un 100% en tiros libres, 25 de 25. 
Debuta con la selección absoluta Letona en los clasificatorios para el Campeonato Europeo de Baloncesto Masculino de 2021 contra Bosnia y Herzegovina.
Durante agosto y septiembre de 2023 fue integrante de la selección de Letonia que participó en el Mundial de 2023 celebrado en Asia, y que finalizó en quinto lugar después de ganar a Lituania, siendo elegido MVP del partido.

#### Participaciones
- 2015. Letonia. Europeo Sub-16, en Kaunas (Lituania).
- 2016. Letonia. Europeo Sub-16, en Radom (Polonia).
- 2016. Letonia. Europeo Sub-18, en Samsun (Turquía).
- 2018. Letonia. Europeo Sub-18, en Riga (Letonia).
- 2019. Letonia. Mundial Sub-19, en Creta (Grecia).
- 2023. Letonia. Mundial Filipinas, Japón e Indonesia.

## Vida personal
Su hermano mayor, Rodions (n. 1998) es también jugador profesional de baloncesto.